# Cyathea lepifera
Cyathea lepifera là một loài thực vật có mạch trong họ Cyatheaceae. Loài này được (J. Sm. ex Hook.) Copel. mô tả khoa học đầu tiên năm 1909.

## Hình ảnh

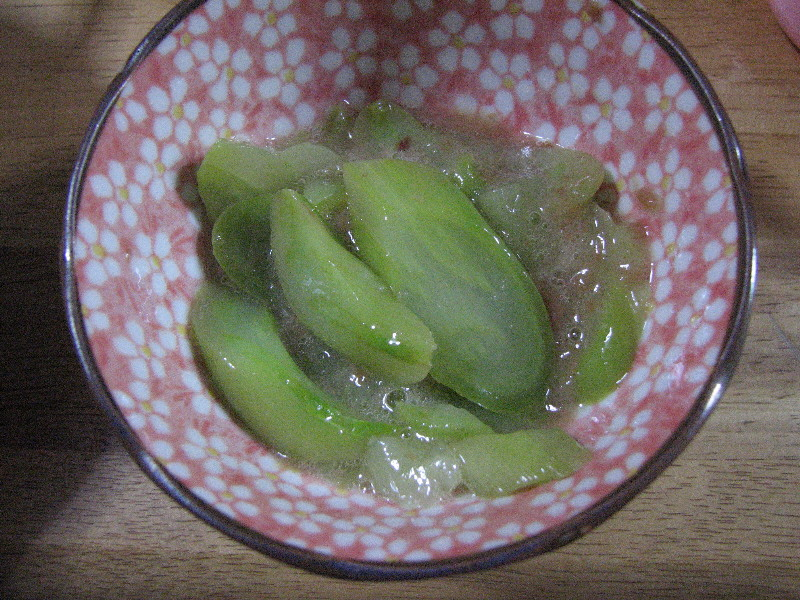
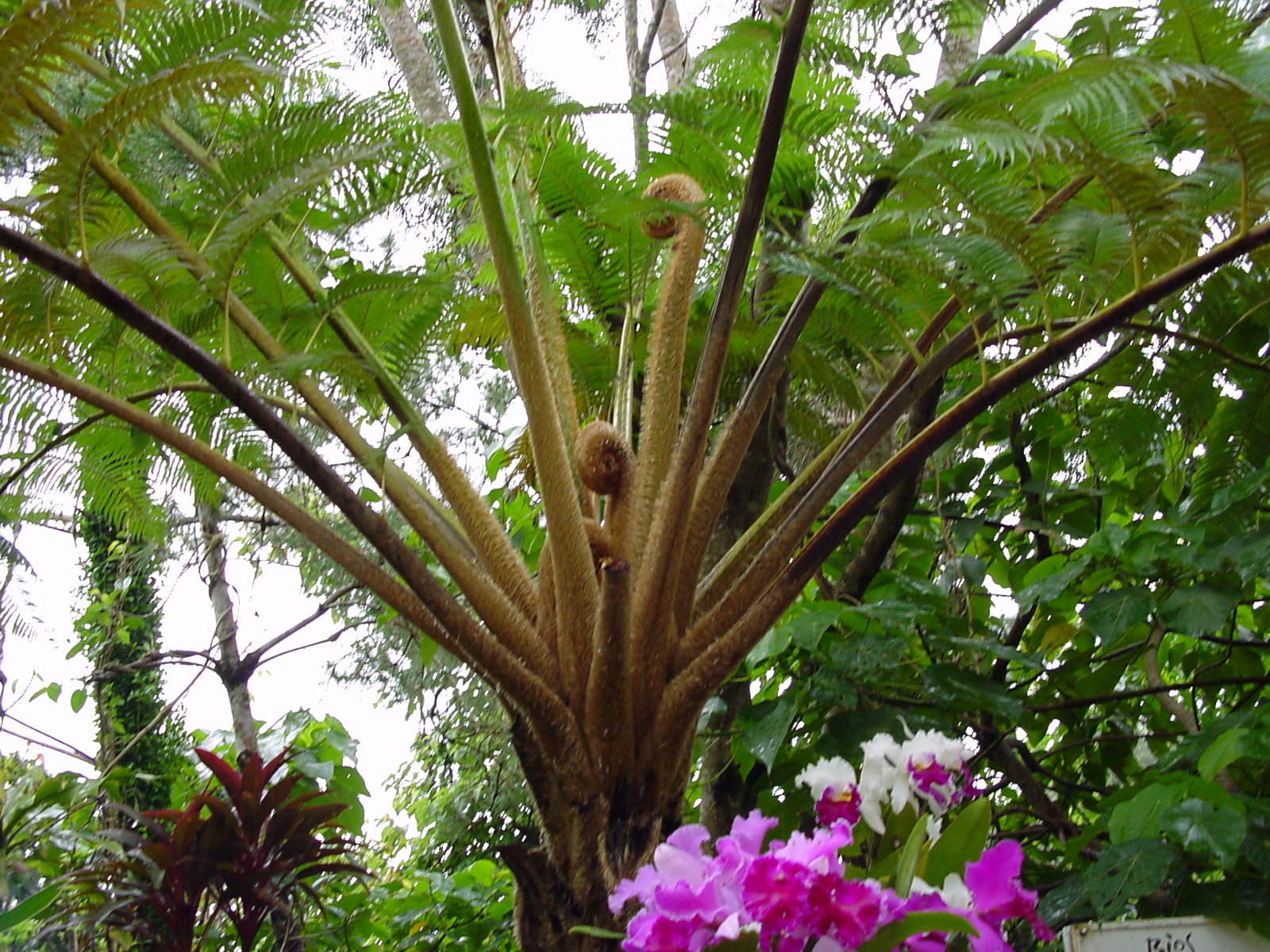
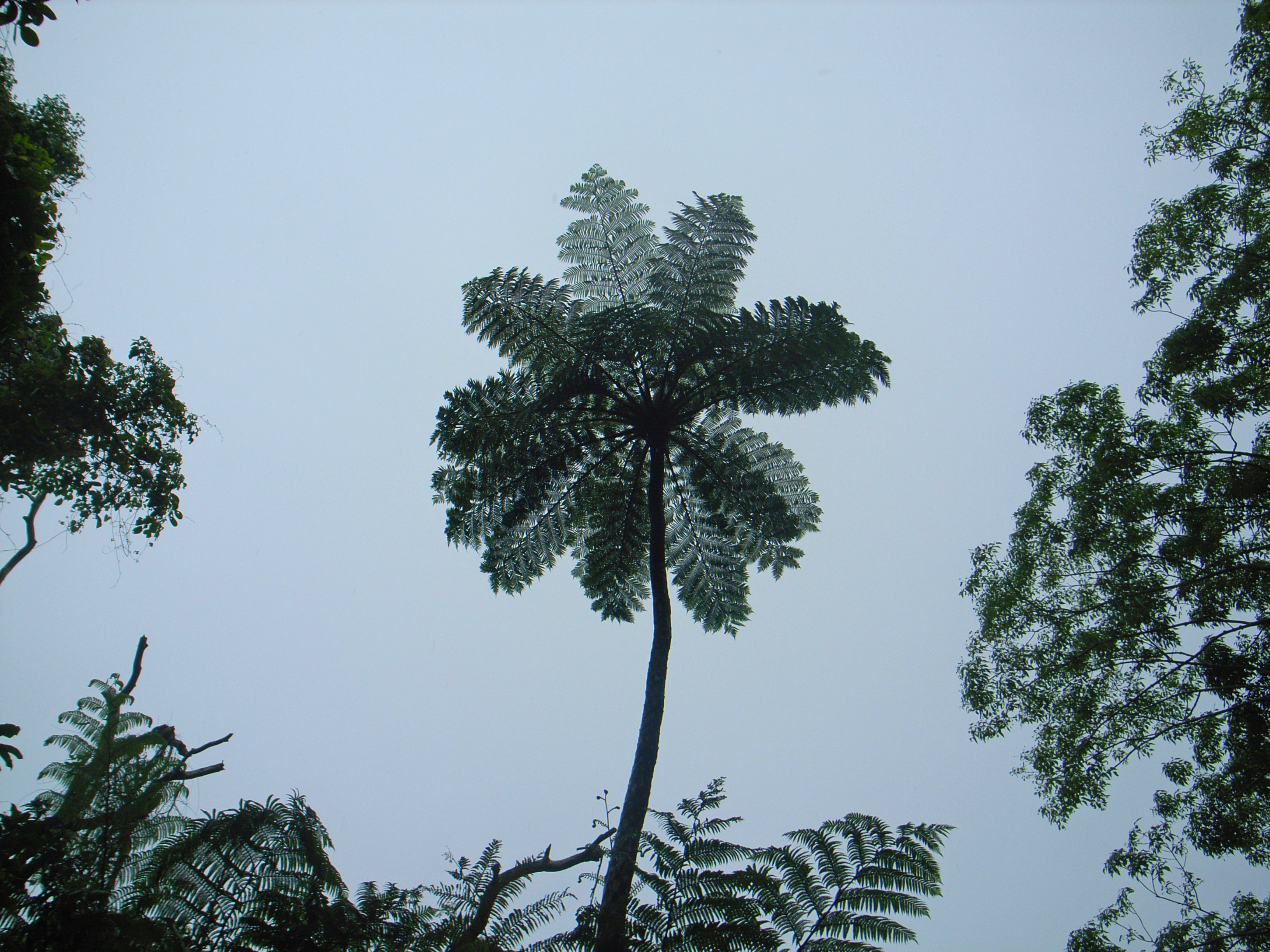
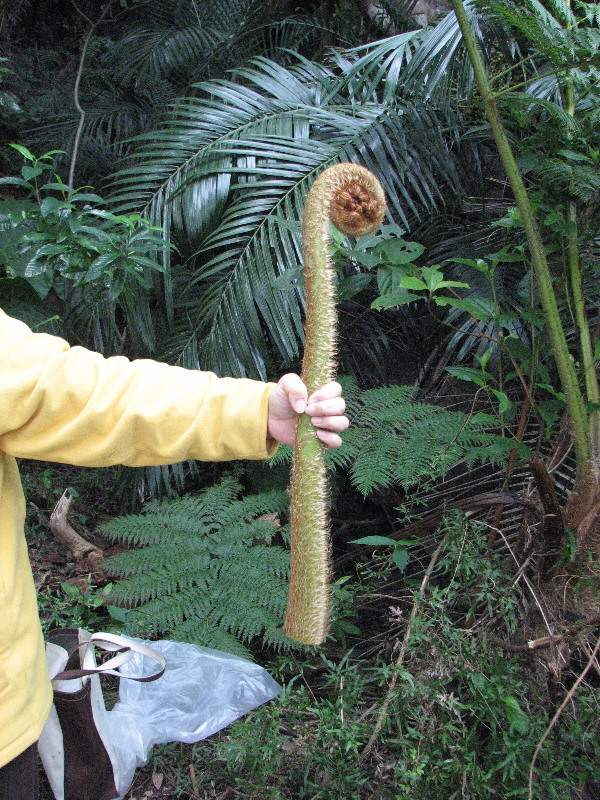